# Плосківська сільська рада (Носівський район)
Пло́сківська сільська́ ра́да — адміністративно-територіальна одиниця та орган місцевого самоврядування в Носівському районі Чернігівської області. Адміністративний центр — село Плоске.

## Загальні відомості
Плосківська сільська рада утворена у 1919 році.
- Територія ради: 69,395 км²
- Населення ради: 1 065 осіб (станом на 2001 рік)

## Населені пункти
Сільській раді підпорядковані населені пункти:
- с. Плоске

## Склад ради
Рада складається з 12 депутатів та голови.
- Голова ради: Спашиба Лариса Олександрівна
- Секретар ради: Жогаль Галина Анатоліївна

### Керівний склад попередніх скликань
| Прізвище, ім'я, по батькові   | Основні відомості                                            | Дата обрання | Дата звільнення |
| ----------------------------- | ------------------------------------------------------------ | ------------ | --------------- |
| Слісаренко Сергій Миколайович | Сільський голова, 1969 року народження, член Народної партії | 28.06.2000   | 31.10.2010      |
| Спашиба Лариса Олександрівна  | Сільський голова, 1967 року народження, освіта вища          | 31.10.2010   |                 |

Примітка: таблиця складена за даними сайту Верховної Ради України

### Депутати
За результатами місцевих виборів 2010 року депутатами ради стали:

#### За суб'єктами висування
| Суб'єкт висування           | Кількість обраних депутатів | %   |
| --------------------------- | --------------------------- | --- |
| Партія регіонів             | 9                           | 75  |
| Єдиний Центр                | 1                           | 8,3 |
| Комуністична партія України | 1                           | 8,3 |
| Самовисування               | 1                           | 8,3 |

#### За округами
| № округу                    | Прізвище, ім'я, по батькові    | Дата визнання обраним | Освіта             | Партійна приналежність                        | Відомості про обраного депутата                          |
| --------------------------- | ------------------------------ | --------------------- | ------------------ | --------------------------------------------- | -------------------------------------------------------- |
| Єдиний Центр                |                                |                       |                    |                                               |                                                          |
| 4                           | Черненко Ніна Миколаївна       | 01.11.2010            | середня            | позапартійна                                  | тимчасово не працює                                      |
| Комуністична партія України |                                |                       |                    |                                               |                                                          |
| 5                           | Кравченко Анатолій Іванович    | 01.11.2010            | середня спеціальна | позапартійний                                 | ПТУ № 33 с. Мрин, механік                                |
| Партія регіонів             |                                |                       |                    |                                               |                                                          |
| 1                           | Зеленська Валентина Федорівна  | 01.11.2010            | середня спеціальна | позапартійна                                  | Плосківська сільська рада, землевпорядник                |
| 2                           | Кагак Світлана Григорівна      | 01.11.2010            | середня спеціальна | позапартійна                                  | Плосківська сільська рада, бухгалтер                     |
| 3                           | Труш Любов Іванівна            | 01.11.2010            | середня спеціальна | позапартійна                                  | ПП"Верченко", робітник                                   |
| 6                           | Жогаль Галина Анатоліївна      | 01.11.2010            | вища               | позапартійна                                  | Плосківська сільська рада, секретар                      |
| 7                           | Ярош Ольга Миколаївна          | 01.11.2010            | середня спеціальна | позапартійна                                  | ВАТ «Куликівський молокозавод», приймач молока           |
| 9                           | Науменко Володимир Васильович  | 01.11.2010            | середня            | позапартійний                                 | приватний підприємець                                    |
| 10                          | Павлюк Наталія Олександрівна   | 01.11.2010            | середня спеціальна | позапартійна                                  | Плосківський фельдшерсько-акушерський пункт, завідувачка |
| 11                          | Верченко Олена Володимирівна   | 01.11.2010            | вища               | позапартійна                                  | тимчасово не працює                                      |
| 12                          | Сінченко Наталія Михайлівна    | 01.11.2010            | середня            | позапартійна                                  | Плосківська Загальноосвітня школа I-III ст., кухар       |
| Самовисування               |                                |                       |                    |                                               |                                                          |
| 8                           | Пономаренко Олександр Іванович | 01.11.2010            | середня            | член Всеукраїнського об'єднання «Батьківщина» | Мринське ВУПЗГ, машиніст                                 |